# Теорема Ерншоу
Теорема Ерншоу — твердження про те, що в системі електричних зарядів, які не взаємодіють між собою через жодні інші сили, крім кулонівських, неможлива стійка рівновага. Теорема носить ім'я ірландського математика Самюеля Ерншоу, який довів її 1842 року. Її легко узагальнити на випадок системи магнітних диполів.
Важливим висновком із теореми Ерншоу є те, що два різнойменні заряди, наприклад, електрон і ядро атома, не можуть залишатися в стані спокою — такої стійкої конфігурації не існує. Якщо ж електрон обертається навколо ядра, то він рухається з прискоренням і повинен випромінювати електромагнітні хвилі, втрачаючи енергію. Ці міркування, виходячи із засад класичної фізики, створювали свого часу складність для планетарної моделі атома. Ця складність була подолана із розвитком квантової механіки.

## Виноски
1. ↑  Часто Ірншоу
2. ↑  Earnshaw, Samuel (1842). On the Nature of the Molecular Forces which Regulate the Constitution of the Luminiferous Ether. Trans. Camb. Phil. Soc. 7: 97—112.